# Biến cố Kusuko
Biến cố Kusuko  (薬子の変 Kusuko no Hen), còn được gọi là Biến cố của Thái thượng Thiên hoàng Heizei (平城太上天皇の変 Heizei-Daijō-tennō no Hen), là một sự kiện xảy ra vào đầu thời kỳ Heian. Vào năm 810, Thiên hoàng Saga đã đối đầu với Thái thượng Thiên hoàng Heizei, nhưng phe của Thiên hoàng Saga đã nhanh chóng tăng đủ quân số để giải quyết cuộc đối đầu, khiến Thượng hoàng Heizei phải xuống tóc quy y ngay sau đó. Một vị nữ quan thuộc Nội thị (内侍 Naishi-no-kami) là Fujiwara no Kusuko (Đằng Nguyên Dược Tử) và anh trai của bà ta là vị quan sangi Fujiwara no Nakanari đã bị trừng phạt sau vụ biến cố.
Vụ việc ban đầu được xem là do chính nữ quan Kusuko gây ra, do đó sự kiện này còn có tên gọi là "Biến cố Kusuko". Thế nhưng trong những năm gần đây, đã có quan điểm cho rằng sự kiện phát sinh là do sự phân chia quyền lực giữa Thiên hoàng và Thái thượng Thiên hoàng dưới hệ thống Ritsuryō đã có từ thời xa xưa. Từ năm 2003 đến nay, một số sách giáo khoa ở trường trung học Nhật Bản đã gọi sự kiện này là "Biến cố của Thái thượng Thiên hoàng Heizei" thay vì cách gọi cũ.

## Bối cảnh
Khi Thiên hoàng Kanmu băng hà vào năm 806, con trai của ông là Thái tử Ate lên ngôi, tức Thiên hoàng Heizei sau này. Thiên hoàng Heizei sau đó đã phong em trai mình là Hoàng tử Kamino làm Hoàng Thái tử. Quyết định này được cho là theo ý của vua cha Kanmu, song thực tế là Thiên hoàng Heizei đang lâm bệnh,trong khi các con ông vẫn còn nhỏ tuổi. Mặc dù vậy, ông không thể tránh khỏi một cuộc tranh chấp liên tiếp trong nội bộ triều đình. Em trai của vị Thiên hoàng mới được sinh hạ bởi một vị cung phi, Hoàng tử Iyo, đã bị buộc tội vào năm sau vì âm mưu đảo chính, và cuối cùng đã tự sát.
Năm 809, Thiên hoàng Heizei ngã bệnh.Ông lo sợ rằng bệnh tật là một lời nguyền từ những linh hồn báo thù của Hoàng tử Sawara và Hoàng tử Iyo, nên ông đã chọn cách thoái vị để ngăn chặn hậu họa. Một vị nữ quan Nội thị (尚侍 Naishi-no-Kami) là Fujiwara no Kusuko và anh trai của bà ta,vị quan sangi Fujiwara no Nakanari, phản đối quyết định này, nhưng Thiên hoàng vẫn quyết định thoái vị, và mười ngày sau, em trai ông là Thái tử Kamino lên ngôi,tức Thiên hoàng Saga sau này. Thiên hoàng Saga sau đó đã sắc lập con trai thứ ba của Thượng hoàng Heizei, Hoàng tử Takaoka làm Hoàng Thái tử.
Đầu năm sau, Thượng hoàng Heizei chuyển đến kinh đô cũ tại Heijō-kyō. Tức giận vì nỗ lực thay đổi lệnh kansatsu-shi (観察使 kansatsu-shi) của Thiên hoàng Saga tới hệ thống kiểm tra khu vực mà ông đã thành lập, Thái thượng Thiên hoàng đã lập riêng cho mình một triều đình riêng biệt có ý đồ tranh giành quyền lực với Thiên hoàng Saga. Nữ quan Kusuko và Nakanari đã châm ngòi cho sự mâu thuẫn chính trường giữa hai vị Thiên hoàng,với âm mưu phục vị cho Thượng hoàng Heizei. Hơn nữa, phẩm trật Nội thị hiện tại của Kusuko đã cho bà quyền kiểm soát Nội thị tuyên (内侍宣 naishi-sen), phương thức truyền tải các mệnh lệnh của Thiên hoàng tới Thái chính quan. Vào thời đó, các vị Thái thượng Thiên hoàng có thể tham gia chính trị theo cách tương tự như vị Thiên hoàng đang tại vị, như cựu Thiên hoàng Kōken đã làm khi Thiên hoàng Junnin còn đương vị, và như vậy,Thượng hoàng Heizei vẫn có thể nắm quyền kiểm soát Thái chính quan thông qua địa vị của Kusuko.
Vài tháng sau khi biết chuyện, Thiên hoàng Saga đã cho lập Kurōdo-dokoro để giành lại quyền kiểm soát trong việc ban hành các sắc lệnh của Thiên hoàng và Hoàng thất, và ba tháng sau đó đã bãi bỏ kansatsu-shi và cho tái lập sangi. Thượng hoàng Heizei đã trở nên phẫn nộ sau những quyết định này.

## Biến cố
Vào mùa thu năm 810, khi sự đối đầu giữa hai thế lực của Thiên hoàng Saga và Thượng hoàng Heizei ngày càng dữ dội, Thượng hoàng Heizei đã ban hành lệnh từ bỏ Heian-kyō và tuyên bố kinh đô mới là Heijō-kyō. Đây là một động thái bất ngờ đến với Thiên hoàng Saga, người đối phó bằng cách bổ nhiệm lần lượt các cận thần Sakanoue no Tamuramaro, Fujiwara no Fuyutsugu và Ki no Taue (紀田上) vào vị trí phụ trách xây dựng những công trình tại đó. Bằng cách phái những đầu mối thân cận đến nơi ở của Thượng hoàng Heizei, ông có thể hy vọng rằng sẽ nắm bắt điểm yếu của cựu hoàng Heizei.
Cuối cùng, Thiên hoàng Saga đã quyết định phủ quyết việc dời đô. Bốn ngày sau khi Thượng hoàng Heizei vi hành, ông đã cử một vài vị quan đến tỉnh Ise, tỉnh Ōmi và tỉnh Mino,lệnh cho họ thắt chặt biên giới. Ngoài ra, ông cũng buộc Fujiwara no Nakanari phải tuân theo chỉ dụ của quân đội và giáng Nakanari làm thống đốc lâm thời của tỉnh Sado.Ông cũng cho bãi bỏ phẩm trật của Kusuko bằng cách lập một bản cáo tội trạng của bà ta. Trong khi đó, ông đã cho thăng chức ba vị quan mà trước đó ông đã cho chỉ định để quản lý xây dựng: Tamuramaro được phong làm Đại Nạp ngôn, Fuyutsugu trở thành Thức Bộ tỉnh và Taue được phong làm thống đốc của tỉnh Owari.
Ngày hôm sau, Thiên hoàng Saga đã cho gửi một tâm phúc bí mật đến Heijō-kyō để truyền khẩu dụ tới một vài vị quan cấp cao. Fujiwara no Manatsu và Funya no Watamaro trở lại Heian-kyō, nhưng Watamaro đã bị coi là theo phe Thượng hoàng Heizei,sau đó đã bị bắt giữ.
Sau khi biết chuyện, Thượng hoàng Heizei đã nổi giận và quyết định thân chinh đi về phía đông để tập hợp một đội quân. Nhiều người ngăn cản ông, trong đó có cả vị Trung Nạp ngôn Fujiwara no Kadonomaro, đã xin ông hãy quyết liệt chống lại điều này, nhưng Thượng hoàng Heizei sau đó đã đi cùng một chiếc kiệu với Kusuko và bắt đầu hợp tác với bà ta.
Thiên hoàng Saga lệnh cho Sakanoue no Tamuramaro chặn đường đi của Heizei. Khi Tamuramaro rời đi,ông đã cho ân xá Watamaro, đồng đội cũ của ông ta và tránh khỏi sự khuất phục của Emishi, sau đó Watamaro được phong làm sangi. Tối hôm đó, Nakanari đã nhận lệnh án tử hình. Đây là một việc hiếm hoi trong thời kỳ Heian - cuộc hành quyết tiếp theo đã gần 350 năm sau, khi Minamoto no Tameyoshi bị xử tử sau cuộc nổi loạn Hōgen năm 1156.
Thượng hoàng Heizei và Kusuko chỉ đến được huyện Soekami ở tỉnh Yamato trước khi nhận ra rằng lực lượng của Hoàng đế Saga đã thắt chặt cảnh giác. Không còn hy vọng, họ miễn cưỡng trở về Heijō-kyō. Cựu hoàng Heizei sau đó đã xuống tóc và trở thành một nhà sư,còn Fujiwara no Kusuko đã uống thuốc độc tự vẫn.

## Hậu quả
Sau khi biến cố được giải quyết,Thiên hoàng Saga ra lệnh rằng những người liên quan sẽ được đối xử một cách khoan dung. Thái tử Takaoka bị phế ngôi vị Hoàng Thái tử và Thiên hoàng Saga sắc phong em trai của mình là Hoàng tử Ōtomo làm Hoàng Thái tử kế nhiệm,(tức Thiên hoàng Junna sau này). Khi Thượng hoàng Heizei qua đời vào năm 824, Thiên hoàng Saga, lúc này đã thoái vị, đã cho Thiên hoàng Junna ân xá cho các vị quan mang trọng tội.
Nhà sư Kūkai, người đã cầu nguyện cho phe của Hoàng đế Saga khi biến cố xảy ra, đã tận dụng cơ hội này để biến mình trở thành nhân vật Phật giáo hàng đầu ở Nhật Bản.

## Các nhân vật liên quan
| Nhân vật                                                                     | Chức vị                                                                                  | Hình phạt                                                             |
| ---------------------------------------------------------------------------- | ---------------------------------------------------------------------------------------- | --------------------------------------------------------------------- |
| Thiên hoàng Heizei                                                           | Thái thượng Thiên hoàng                                                                  | Xuống tóc quy y,trở thành nhà sư                                      |
| Hoàng tử Takaoka                                                             | Hoàng Thái tử                                                                            | Bị phế ngôi vị Hoàng Thái tử,loại khỏi dòng kế thừa ngai vàng         |
| Hoàng tử Abo                                                                 | Quan tứ phẩm (四品)                                                                      | Bị loại bỏ chức vụ thống đốc của Dazaifu                              |
| Hoàng tử Isono (礒野王)                                                      | Ngũ phẩm (従五位上 ju go-i no jō) kiêm Quan phụ trách văn thư (図書頭)                   | Bị loại khỏi vị trí phó thống đốc của tỉnh Izu                        |
| Hoàng tử Taguchi (田口王)                                                    | Quan ngũ phẩm (従五位下 ju go-i no ge)                                                   | Giáng chức thống đốc lâm thời của Tosa                                |
| Hoàng tử Masuga (真菅王)                                                     | Quan ngũ phẩm (従五位下 ju go-i no ge)                                                   | Hạ chức thống đốc lâm thời của Iki                                    |
| Fujiwara no Kusuko                                                           | Chính tam phẩm (正三位 shō san-mi) kiêm nữ quan Nội thị (尚侍 Naishi-no-kami)            | Bị tước phẩm vị và phải tự sát                                        |
| Fujiwara no Nakanari                                                         | Quan ngũ phẩm (従四位下 ju shi-i no ge) kiêm chức quan sangi                             | Bị giáng chức thống đốc lâm thời của tỉnh Sado và bị xử tử            |
| Fujiwara no Yasutsugu (藤原安継)                                             | Quan ngũ phẩm (従五位下 ju go-i no ge) kiêm phó thống đốc của Ōtoneri-ryō (大舎人助)     | Hạ chức thống đốc lâm thời củaSatsuma                                 |
| Fujiwara no Sadamoto (藤原貞本)                                              | Quan ngũ phẩm (従五位下 ju go-i no ge) kiêm phó thống đốc của Đại Tàng tỉnh              | Giáng chức thống đốc của Hida                                         |
| Fujiwara no Naganushi (藤原永主)                                             |                                                                                          | Lưu đày đến Hyūga                                                     |
| Fujiwara no Yamanushi (藤原山主)                                             |                                                                                          | Lưu đày đến Hyūga                                                     |
| Fujiwara no Fujinushi (藤原藤主)                                             |                                                                                          | Lưu đày đến Hyūga                                                     |
| Fujiwara no Manatsu                                                          | Quan ngũ phẩm (正四位下 shō shi-i no ge) kiêm chức quan sangi                            | Giáng chức thống đốc lâm thời của Izu và Bitchū                       |
| Ki no Taue (紀田上)                                                          | Quan ngũ phẩm (従四位下 ju shi-i no ge) kiêm thống đốc của tỉng Owari                    | Tước bỏ chức vụ thống đốc của Sato                                    |
| Ki no Yoshikado (紀良門)                                                     | Quan ngũ phẩm (従五位下 ju go-i no ge) kiêm thống đốc tỉnhEchigo                         | Tước bỏ chức vị thống đốc tỉnh Hizen                                  |
| Ō no Iruka (多入鹿)                                                          | Quan tứ phẩm (従四位下 ju shi-i no ge) kiêm chức quan sangi                              | Bãi bỏ chức thống đốc các tỉnh Sanuki, Aki,và nửa phần sau của Sanuki |
| Sugano no Niwanushi (菅野庭主)                                               | Quan Thượng Chính ngũ phẩm (正五位上 shō go-i no jō) kiêm thợ mộc trưởng (木工頭)        | Tước bỏ vị trí thống đốc tại Awa                                      |
| Ōnakatomi no Tokomaro (大中臣常麻呂)                                         | Quan ngũ phẩm (従五位上 ju go-i no jō) kiêm phụ trách thư phòng thứ hai của Binh Bộ tỉnh | Giáng khỏi thống đốc của lần lượt các tỉnh Bizen, Iyo                 |
| Tomo no Wataketamaro (伴和武多麻呂)                                          | Quan ngũ phẩm (従五位上 ju go-i no jō) kiêm vị trí Thiểu tương Tả cận vệ (左近衛少将)    | Tước bỏ vị trí thống đốc của Musashi, Hyūga                           |
| Omuro no Koretsugu (御室是嗣)                                                | Quan ngũ phẩm (従五位上 ju go-i no jō)                                                   | Tước bỏ chức vụ thống đốc của Ōsumi, Chikugo                          |
| Omuro no Ujitsugu (御室氏継)                                                 | Quan ngũ phẩm (従五位上 ju go-i no jō)                                                   | Bãi bỏ vị trí thống đốc củaSatsuma                                    |
| Abe no Kiyotsugu (安倍清継)                                                  | Quan ngũ phẩm (従五位下 ju go-i no ge) kiêm phó thống đốc của Echizen                    | Tước bỏ chức vị thống đốc của Aki, Hōki                               |
| Taima no Suzukimaro (当麻鱸麻呂 Taima no Suzukimaro)                         | Quan ngũ phẩm (従五位下 ju go-i no ge)                                                   | Bãi bỏ chức vụ thống đốc của Awaji                                    |
| Kudara no Konikishi no Chikauke (百済王愛筌 Kudara no Konikishi no Chikauke) | Quan thanh tra thứ hai của Echizen                                                       | Lưu đày đến Awa                                                       |
| Nagano no Kiyotsu (永野浄津 Nagano no Kiyotsu)                               |                                                                                          | Lưu đày đến Echizen                                                   |
| Ise no Yasumaro (伊勢安麻呂)                                                 |                                                                                          | Lưu đày đếnNoto                                                       |